# Renate Ameis
Renate Ameis, coniugata Ziegler (27 marzo 1943), è un'ex cestista tedesca.

## Carriera
Con la Germania Est ha disputato quattro edizioni dei Campionati europei (1964, 1966, 1968, 1972), vincendo una medaglia di bronzo.